# Obciążenie powierzchni (lotnictwo)
Obciążenie powierzchni – w aerodynamice lotniczej, stosunek masy (w kg) statku powietrznego do jego powierzchni (w m²) nośnej. Jeden z podstawowych parametrów statku powietrznego. 
Korelujący m.in. z:
- zakresem prędkości eksploatacji
- prędkości minimalnej
- właściwościami w przeciągnięciu
- wielkością utraty wysokości w korkociągu
- zwrotnością
- zapotrzebowaniem na moc (ciąg)

Ogólnie, większe wartości obciążenia powierzchni występują w statkach osiągających większe prędkości. W przypadku szybowców, proste zwiększenie obciążenia przez dodanie balastu powoduje wzrost prędkości i opadania bez utraty - w przybliżeniu - doskonałości. Rośnie też prędkość minimalna i zwiększa się utrata wysokości po przeciągnięciu. Stosunkowo małe obciążenie jednostkowe (i jednocześnie duże wydłużenie płata) mają poddźwiękowe wysokościowe samoloty rozpoznawcze mające wysoki pułap operacyjny np. Lockheed U-2 czy Martin/General Dynamics RB-57F Canberra.
Aby statek powietrzny nie przejawiał cech niebezpiecznych pilotażowo wraz ze wzrostem obciążenia powierzchni konstruktor zmniejsza obciążenie mocy poprzez zastosowanie silnika o większej mocy (lub większym ciągu). Samolot o małym obciążeniu powierzchni i małym obciążeniu mocy wykazuje dobre cechy akrobacyjne. 
Duże wartości obciążenia powierzchni skorelowane są także z dużymi prędkościami minimalnymi statku. Między innymi dlatego statki powietrzne często stosują (oprócz innych) urządzenia przy lądowaniu (np. klapy Fowlera), co zwiększa siłę nośną i zmniejsza prędkość lądowania. Samolot posiadający duże obciążenie powierzchni wykazuje dużą utratę wysokości w locie bezsilnikowym - z tego powodu lądowanie awaryjne takim samolotem jest trudniejsze. 
Typowe wartości obciążenia powierzchni to ok. 1-20kg/m2 dla ptaków, 4 dla paralotni, 20-60 dla szybowców,  50-70 dla samolotów turystycznych, 150-300 dla myśliwców okresu II wojny światowej, 300-600 dla współczesnych myśliwców, 600-800 dla współczesnych dużych samolotów liniowych.